# Atsuo Watanabe
Atsuo Watanabe (født 15. april 1974) er en tidligere japansk fodboldspiller.
Han har spillet for flere forskellige klubber i sin karriere, herunder Urawa Reds.